# Lill-Asåtjärnen
Lill-Asåtjärnen är en sjö i Åre kommun i Jämtland och ingår i Indalsälvens huvudavrinningsområde.